# Hjalte Bo Nørregaard
Hjalte Bo Nørregaard (født 8. april 1981) er en dansk fodboldtræner og tidligere fodboldspiller. Hjalte Nørregaard er assistenttræner for F.C. København. Han har tidligere i 2020 været midlertidig cheftræner for FCK's førstehold efter Ståle Solbakkens fyring, og har trænet FCK's U/19-hold. 
Han er tidligere aktiv fodboldspiller og spillede det meste af sin karriere i F.C. København, hvor han opnåede 320 kampe, og var på daværende tidspunkt den spiller, der havde opnået flest kampe for klubben. Senere har William Kvist dog opnået flere kampe for FCK, og Hjalte Nørregaard er derfor i dag den spiller, der har spillet næstflest kampe for FC København.

## Karriere
Nørregaard spillede som ungdomsspiller i KB og opnåede herigennem kontrakt med FC København, som han debuterede for den 17. april 2000. Han opnåede 121 kampe og 17 mål for klubben inden han efter afslutningen af forårssæsonen 2005 skiftede til SC Heerenveen på en fri transfer. Opholdet i Holland blev dog ingen succes, da holdet havde købt ham som den traditionelle "10'er",[kilde mangler] og allerede sæsonen efter vendte Nørregaard tilbage til FC København.
I sæsonen 2002/03 fik han sit gennembrud hos FC København, da han med en sen scoring i en kamp mod Brøndby IF gav FC København en matchbold i kampen om det danske mesterskab. I sidste kamp vandt de så mesterskabet mod AGF, der blev slået med hele 4-1 – igen med Hjalte Nørregaard som en af målscorerne.
Han scorede to mål i 2005-udgaven af Royal League-finalen og var dermed med til at sikre FC København blev skandinaviske mestre ved det første Royal League nogensinde.
Han fik prisen som Årets spiller 2005 og Årets spiller 2009 i FC København kåret af klubbens fans og er pr. 2021 den eneste danske spiller, bortset fra Thomas Delaney, der har modtaget denne hæder to gange. Ved indgangen til sæsonen 2009/10 blev Hjalte Nørregaard udpeget til anfører for FC København.
I januar 2011 offentliggjorde AGF, at de havde skrevet kontrakt med den tidligere FCK-anfører. Den første tid i klubben blev dog ikke just positiv, da han fra starten var ude med en skade, og efterfølgende i første træningspas på en træningslejr, atter måtte forlade banen med en skade. Hjalte fik derfor først sin debut for AGF den 23. oktober 2011, foran mange hjemmetilskuere på NRGI-park i en kamp mod OB.
Den 15. august 2014 skiftede Nørregaard til Vendsyssel FF og spillede efteråret 2014. Den 10. april 2015 oplyste FC Fredericia at de havde skrevet kontrakt med ham til sommeren 2015. Ved udløbet af kontrakten indstillede Hjalte Bo Nørregaard den aktive karriere.

## Trænerkarriere
Efter ophøret af sin aktive spillerkarriere blev Hjalte Bo Nørregård assistenttræner for F.C. Københavns U/17-hold, og han overtog senere jobbet som træner for klubbens U/19-hold.
Efter at manager Ståle Solbakken i 2020 opnåede svigtende resultater med klubben, overtog Nørregaard i oktober 2020 kortvarigt jobbet som midlertidig træner for F.C. København. Ved ansættelsen af Jess Thorup som cheftræner, gik Nørregaard tilbage til trænerjobbet for klubbens U/19-hold. Ved fyringen af Thorup i september 2022, overtog assistenttræner Jacob Neestrup cheftrænerposten, og den 29. september blev det offentliggjort, at Hjalte Nørregaard overtog den ledige stillingen som assistenttræner.

## Hæder

### Titler
- Dansk mester med F.C. København i 2003, 2004, 2007, 2009 og 2010
- Dansk pokalvinder med F.C. København i 2004 og 2009

### Priser
- Årets spiller i FC København i 2005 og 2009
- Pokalfighter i 2004 i F.C. København
- Årets U18-talent i 1999 i F.C. København